# Winnipeg Jets
A Winnipeg Jets egy kanadai profi jégkorongcsapat, amely jelenleg a National Hockey League keleti főcsoportjának központi divíziójában szerepel. A franchise 1999-ben Atlanta Thrashers néven alakult meg. 2011-ben azonban a True North Sports and Entertainment csoport megvásárolta a franchise-t és a kanadai Winnipeg városába költöztette a csapatot, ahol a korábbi NHL-csapat hagyományát felelevenítve Jets néven kezdték a 2011–2012-es NHL-szezont.

## Jelenlegi keret
2016. január 16

### Csatárok
- 40 Joel Armia RW
- 6  Alexander Burmisztrov C
- 17  Anthony Peluso RW
- 27  Nikolaj Ehlers LW
- 12  Drew Stafford RW
- 16  Andrew Ladd LW
- 18  Bryan Little C
- 85  Mathieu Perreault LW
- 9  Andrew Copp C
- 55 Mark Scheifele C
- 22 Chris Thorburn RW
- 17  Adam Lowry C
- 26  Blake Wheeler  RW
- 15  Matt Halischuk LW

### Hátvédek
- 33  Dustin Byfuglien D
- 7  Ben Chiarot D
- 24  Grant Clitsome D
- 39 Tobias Enström D
- 57  Tyler Myers D
- 2  Adam Pardy D
- 4  Paul Postma D
- 5  Mark Stuart D
- 8  Jacob Trouba D

### Kapusok
- 31  Ondrej Pavelec
- 30  Connor Hellebuyck
- 34 Michael Hutchinson

## Klubrekordok
Pályafutási rekordok (ez a lista tartalmazza az Atlanta Thrashers színeiben szerzett pontokat is)
| Játékos neve      | Poszt | Msz. | G   | GP  | Pont | P/M  |
| ----------------- | ----- | ---- | --- | --- | ---- | ---- |
| Ilja Kovalcsuk    | LW    | 594  | 328 | 287 | 615  | 1.04 |
| Vyacheslav Kozlov | LW    | 537  | 145 | 271 | 416  | 0.77 |
| Bryan Little      | C     | 600  | 161 | 219 | 380  | 0.64 |
| Andrew Ladd       | LW    | 414  | 132 | 166 | 298  | 0.72 |
| Blake Wheeler     | RW    | 356  | 109 | 186 | 295  | 0.82 |
| Tobias Enström    | D     | 588  | 51  | 231 | 282  | 0.48 |
| Dustin Byfuglien  | D/RW  | 381  | 89  | 171 | 260  | 0.68 |
| Marian Hossa      | RW    | 198  | 108 | 144 | 248  | 1.11 |
| Evander Kane      | LW    | 361  | 109 | 113 | 222  | 0.61 |
| Marc Savard       | C     | 184  | 63  | 133 | 196  | 1.07 |

Megjegyzés: Msz. – meccsszám ; P/M – pont/meccs ; G – gólok száma ; GP – gólpasszok száma
Szezonrekordok
Szezonrekordok
- Legtöbb gól: 52, Ilja Kovalcsuk (2005–06, 2007–08)
- Legtöbb gól (hátvéd): 20, Dustin Byfuglien (2010–11, 2011–12)
- Legtöbb gólpassz: 69, Marc Savard (2005–06)
- Legtöbb pont: 100, Marian Hossa (2006–07)
- Legtöbb pont (hátvéd): 56, Dustin Byfuglien ( 2013–14)
- Legtöbb pont (újonc): 67, Dany Heatley (2001–02)
- Legtöbb gól (újonc) : 29, Ilja Kovalcsuk (2001–02)
- Legtöbb gólpassz (újonc): 41, Dany Heatley (2001–02)
- Legtöbb kiállításperc: 226, Jeff Odgers (2000–01)

Kapusrekordok – szezon
- Legtöbb shutout: 5, Ondrej Pavelec (2014-15)
- Legtöbb győzelem: 34, Kari Lehtonen (2006–2007)

## Vezetőedzők
Megjegyzés: Ez a lista nem tartalmazza az Atlanta Thrashers vezetőedzőit.
- Claude Noel 2011–2014
- Paul Maurice 2014–2021
- Dave Lowry 2021–2022
- Rick Bowness 2022–

## Csapatkapitányok
Megjegyzés: Ez a lista nem tartalmazza az Atlanta Thrashers csapatkapitányait.
- Andrew Ladd, 2011–2016
- Blake Wheeler, 2016–2022

### Helyettesei
- Dustin Byfuglien 2011–2014
- Tobias Enström 2011–2012
- Mark Stuart 2012–?
- Olli Jokinen 2012–2014
- Blake Wheeler 2014–?

## Visszavonultatott mezszámok
- 37 – Dan Snyder, Atlanta Thrashers játékosa volt, 2003 szeptemberében vonultatták vissza a számát.

## Külső hivatkozások
- A Winnipeg Jets hivatalos weboldala